# 具槽槽秆荸荠
具槽槽秆荸荠（学名：Heleocharis valleculosa var. form.）为莎草科荸荠属的变种。分布于朝鲜等地，生长于海拔150米至4,250米的地区，目前尚未由人工引种栽培。

## 异名
- Eleocharis valleculosa Ohwi f. setosa (Ohwi) Kitag.